# Архимандрит Данило (Гаврановић)
Архимандрит Данило (рођен Владимир Гаврановић, 1983. Бања Лука) je архимандрит Српске православне цркве у Патријаршијском двору у Београду. Директор је Патријаршијске управне канцеларије, управитељ Задужбине Симе А. Игуманова  и старешина цркве Светог Симеона Мироточивог у Новом Београду.
Основне студије завршио је на Богословском факултету у Фочи 2008. год, а Мастер студије на Богословском факултету у Београду 2015. год, студент је треће године докторских студија, област Литургика, на Богословском факултету Универзитета у Београду. 
Учествује у научним скуповима и објављује радове из области кодикологије српских рукописних и старих штампаних књига (србуља), историје српског богослужења и српских манастира.